# Christian Lude
Christian Lude, nom de scène de Pierre Ducrocq, est un acteur français, né le 23 janvier 1913, à Paris 7e, ville où il est mort le 8 février 1978 dans le 3e arrondissement.

## Biographie
Agrégé de philosophie devenu comédien, il fait la connaissance de Marcel Pagnol pendant Le Rosier de madame Husson en 1950. Il devient vite l’un de ses interlocuteurs favoris et, bien qu’il ne soit pas du tout provençal, jouera de ses textes jusqu’à La Dame aux camélias, téléfilm de 1962 adapté par Pagnol et réalisé par François Gir.

## Filmographie
- 1948 : Où mène l'autobus de Georges Darnoux (court métrage)
- 1948 : Bal Cupidon de Marc-Gilbert Sauvajon
- 1950 : Le Tampon du capiston de Maurice Labro
- 1950 : Le Rosier de madame Husson de Jean Boyer : M. Barbesol, le docteur
- 1951 : Sans laisser d'adresse de Jean-Paul Le Chanois : Marcel Forestier, le dentiste
- 1951 : L'Étrange Madame X de Jean Grémillon : Le chauffeur d'Irène
- 1951 : Dupont Barbès de Henry Lepage
- 1951 : Ils sont dans les vignes de Robert Vernay
- 1951 : Seul dans Paris de Hervé Bromberger : Le Commissaire
- 1951 : Ménage moderne de Jean Régnier (court métrage)
- 1951 : Palais Royal de Jean Béranger  (court métrage) : Le narrateur
- 1952 : Le Profanateur de René Lucot (téléfilm)
- 1952 : Piédalu fait des miracles de Jean Loubignac
- 1952 : Agence matrimoniale de Jean-Paul Le Chanois
- 1952 : Manon des sources de Marcel Pagnol : L'ingénieur
- 1953 : Rires de Paris de Henry Lepage
- 1953 : Capitaine Pantoufle de Guy Lefranc : Un client
- 1953 : La nuit est à nous de Jean Stelli
- 1954 : Piédalu député de Jean Loubignac
- 1954 : Le Défroqué de Léo Joannon : Hubert Dumont-Clairville, dit « Le Satrape »[réf. souhaitée]
- 1954 : Avant le déluge de André Cayatte : Un voisin
- 1954 : Les Lettres de mon moulin de Marcel Pagnol : Père Sylvestre (segment: L'Elixir du père Gaucher)
- 1954 : Crime au concert Mayol de Pierre Méré - Le médecin
- 1954 : Escalier de service de Carlo Rim : Le passant photographié
- 1954 : Le Feu dans la peau de Marcel Blistène : Gendarme
- 1955 : Les Impures de Pierre Chevalier : Le noceur
- 1955 : La Castiglione (La Contessa di Castiglione) de Georges Combret - Oldoïni
- 1955 : Vous pigez ? de Pierre Chevalier
- 1956 : Les Lumières du soir de Robert Vernay
- 1956 : Quelle sacrée soirée de Robert Vernay
- 1956 : La Terreur des dames de Jean Boyer
- 1956 : Les carottes sont cuites de Robert Vernay
- 1956 : Le Salaire du péché de Denys de La Patellière : Benoît
- 1957 : Les Sorcières de Salem de Raymond Rouleau
- 1957 : Le Coin tranquille de Robert Vernay : Un gendarme
- 1957 : Ariane (Love in the afternoon) de Billy Wilder : Général
- 1958 : Le Septième Ciel de Raymond Bernard
- 1958 : Sans famille d'André Michel - L'avocat
- 1958 : Madame et son auto de Robert Vernay
- 1958 : Les Misérables de Jean-Paul Le Chanois - Film tourné en deux époques -
- 1958 : Tant d'amour perdu de Léo Joannon
- 1959 : 125, rue Montmartre de Gilles Grangier : Le turfiste
- 1959 : Le Chemin des écoliers de Michel Boisrond : M. Lollivier, l'associé
- 1959 : La Verte Moisson de François Villiers
- 1960 : La Corde raide de Jean-Charles Dudrumet : Le journaliste
- 1960 : Le Mouton de Pierre Chevalier : Balandar, le comédien
- 1960 : La Vérité de Henri-Georges Clouzot : M. Marceau
- 1961 : La Mort de Belle d'Édouard Molinaro
- 1962 : Le Théâtre de la jeunesse : Oliver Twist (téléfilm) : Bumble
- 1962 : Le crime ne paie pas de Gérard Oury : Le commissaire dans le sketch : L'affaire Fenayrou
- 1962 : Le Doulos de Jean-Pierre Melville : Le docteur
- 1963 : Landru de Claude Chabrol
- 1963 : L'Honorable Stanislas, agent secret de Jean-Charles Dudrumet : le médecin légiste
- 1963 : L'Abominable Homme des douanes de Marc Allégret
- 1964 : L'Écornifleur d'Edmond Tyborowski : M. Vernet
- 1964 : Un monsieur de compagnie de Philippe de Broca : Le notaire
- 1965 : Belphégor ou le Fantôme du Louvre de Claude Barma (téléfilm) : Robert Hiquet
- 1966 : Le Théâtre de la jeunesse : L'Homme qui a perdu son ombre d'Adelbert von Chamisso, réalisation Marcel Cravenne
- 1966 : À belles dents de Pierre Gaspard-Huit
- 1967 : Le Golem (d'après Gustav Meyrink), téléfilm de Jean Kerchbron : Laponder
- 1967 : Le Voleur de Louis Malle : L'oncle Urbain
- 1968 : Ambroise Paré (téléfilm) : Le chanoine

## Théâtre
- 1949 : Les Maîtres Nageurs de Marcel Franck, mise en scène Émile Dars, Théâtre de la Potinière
- 1952 : Le Profanateur de Thierry Maulnier, mise en scène Tania Balachova, Théâtre Antoine
- 1952 : Le Bon Débarras de Pierre Barillet et Jean-Pierre Grédy, mise en scène Jean Wall, Théâtre Daunou
- 1953 : Du plomb pour ces demoiselles de Frédéric Dard, mise en scène Georges Vitaly, Théâtre du Grand-Guignol
- 1955 : L'Éventail de Lady Windermere d'Oscar Wilde, mise en scène Marcelle Tassencourt, Théâtre Hébertot, 1956 : Théâtre Daunou
- 1956 : Pauvre Bitos ou le Dîner de têtes de Jean Anouilh, mise en scène de l'auteur et Roland Piétri, Théâtre Montparnasse
- 1957 : Pauvre Bitos ou le Dîner de têtes de Jean Anouilh, mise en scène de l'auteur et Roland Piétri, Comédie des Champs-Élysées
- 1957 : La Mégère apprivoisée de William Shakespeare, mise en scène Georges Vitaly, Théâtre de l'Athénée
- 1958 : Nous entrerons dans la carrière de René Catroux, mise en scène Raymond Rouleau, théâtre Édouard VII
- 1959 : L'Hurluberlu de Jean Anouilh, mise en scène Roland Piétri, Comédie des Champs-Élysées
- 1960 : Une demande en mariage de Simone Dubreuilh, mise en scène Michel de Ré, Théâtre de l'Alliance française
- 1961 : L'Hurluberlu de Jean Anouilh, mise en scène Roland Piétri, Théâtre des Célestins
- 1961 : La Grotte de Jean Anouilh, mise en scène de l'auteur et Roland Piétri, Théâtre Montparnasse
- 1962 : Le Bourgeois gentilhomme de Molière, mise en scène Jean-Pierre Darras, Théâtre Hébertot
- 1962 : Cherchez le corps, Mister Blake de Frank Launder et Sidney Gilliat, mise en scène Georges Vitaly, Théâtre La Bruyère
- 1963 : Et l'enfer Isabelle ? de Jacques Deval, mise en scène Claude Sainval, Comédie des Champs-Élysées
- 1963 : L'Acheteuse de Steve Passeur, mise en scène Jean Anouilh et Roland Piétri, Comédie des Champs-Élysées
- 1966 : L'Idiot de Dostoïevski, mise en scène André Barsacq, Théâtre de l'Atelier